# Battaglia di Capo Speranza
La battaglia di Capo Speranza (in inglese Battle of Cape Esperance), conosciuta anche come "seconda battaglia dell'Isola di Savo" o, secondo le fonti giapponesi, "la battaglia navale dell'isola di Savo" (サボ島沖海戦?), si svolse l'11 e il 12 ottobre 1942, combattuta tra la Marina imperiale giapponese e la United States Navy. La battaglia fu, cronologicamente, la terza delle cinque battaglie più importanti della campagna di Guadalcanal e si svolse all'imbocco del canale dell'isola di Savo, nelle Isole Salomone. Il nome deriva da Capo Speranza, punto più settentrionale di Guadalcanal, nei cui pressi si svolse parte della battaglia.
La notte dell'11 ottobre, il viceammiraglio Mikawa, comandante dell'8ª Flotta, inviò un convoglio di rinforzo, carico di rifornimenti, alla volta di Guadalcanal. Quest'ultimo era formato da due navi appoggio idrovolanti e sei cacciatorpediniere e il suo comandante era il contrammiraglio Takatsugu Jōjima. Nel frattempo, in un'operazione distinta, tre incrociatori pesanti e due cacciatorpediniere comandati dal contrammiraglio Aritomo Gotō stavano per bombardare l'aeroporto di Guadalcanal in mano agli statunitensi, allo scopo di renderlo inservibile e far sbarcare in sicurezza i rinforzi.
Poco dopo la mezzanotte dell'11 ottobre, quattro incrociatori e cinque cacciatorpediniere statunitensi comandati dal contrammiraglio Norman Scott, riuscirono ad intercettare la forza comandata da Gotō mentre si avvicinava all'Isola di Savo, sita nei pressi di Guadalcanal. Scott colse di sorpresa i giapponesi e affondò con le sue navi da guerra un incrociatore; poco dopo, un cacciatorpediniere della sua flotta danneggiò pesantemente un altro incrociatore, sul quale era Gotō, che venne ferito mortalmente. Scott costrinse quindi le forze giapponesi alla ritirata. Durante il combattimento che ne seguì, i giapponesi affondarono un cacciatorpediniere e danneggiarono gravemente un incrociatore e un altro cacciatorpediniere. Mentre la forza di Scott combatteva contro i giapponesi, il convoglio di approvvigionamenti di Jojima raggiunse Guadalcanal e scaricò le sue preziose provviste; poi cominciò il suo ritorno senza essere intercettato da Scott. La mattina seguente del 12 ottobre, quattro cacciatorpediniere della forza di Jojima tornarono indietro per assistere la ritirata della forza di Gotō, ma gli attacchi aerei della Cactus Air Force, la piccola forza aerea statunitense che stazionava sull'aeroporto, riuscirono ad affondarne due.
Nonostante la vittoria di Scott in quell'azione, la battaglia assunse un'importanza limitata: solo due notti dopo, due corazzate giapponesi attaccarono Guadalcanal arrecando gravi danni all'aeroporto e diverse altre missioni di rifornimento andarono a buon fine.

## Quadro strategico
Il 7 agosto 1942 le forze alleate, formate in gran parte da statunitensi, sbarcarono nelle Isole Salomone, precisamente a Guadalcanal, Tulagi e nelle Isole Florida. L'obiettivo della missione era impedire ai Giapponesi di assumere il controllo delle isole, perché una volta trasformate in basi avrebbero potuto rappresentare un pericolo per le rotte di rifornimento tra Australia e Stati Uniti. Altro obiettivo degli americani era fornire dei punti di partenza sicuri per le azioni di una campagna militare volta a isolare la più grande base giapponese, a Rabaul; in questo modo si sarebbe potuto intervenire anche nella campagna della Nuova Guinea, dove erano impegnate altre forze Alleate. La campagna di Guadalcanal durò sei mesi.
Durante la notte dell'8 agosto, gli Alleati, per la maggior parte marine americani occuparono a scopo preventivo l'isola di Tulagi, le piccole isole vicine e un aeroporto in costruzione a Guadalcanal, a Lunga Point, che sarebbe stato chiamato "Henderson Field". Gli aerei dell'aeroporto diedero vita alla "Cactus Air Force" (CAF), dal nome in codice usato dagli Alleati per Guadalcanal.
Il Gran Quartier Generale imperiale (Daihon'ei) assegnò allora alla 17ª Armata dell'esercito imperiale un reparto di grandi dimensioni sotto il comando del tenente-generale Harukichi Hyakutake con base a Rabaul, con l'obiettivo di riconquistare Guadalcanal. Nelle prime ore del 19 agosto 1942, i primi soldati della 17ª armata sbarcarono sull'isola.
Il pericolo rappresentato dalla CAF impedì ai giapponesi di usare navi grandi e lente per trasportare le truppe e i rifornimenti sull'isola; vennero perciò usate delle navi da guerra, perlopiù incrociatori leggeri o cacciatorpediniere, in grado di attraversare lo Stretto di Nuova Georgia, o come lo chiamavano gli Alleati, The Slot ("la Scanalatura"), in una sola notte, per poi ritornare indietro; ciò riduceva il rischio di un attacco della CAF. Usando però queste navi per trasportare le truppe, i giapponesi non potevano caricare la maggior parte dell'equipaggiamento, cioè l'artiglieria pesante, i mezzi e molte munizioni e una gran parte delle provviste. Inoltre vennero utilizzati dei cacciatorpediniere il cui compito primario era invece quello di proteggere le rotte commerciali, che ne avevano un disperato bisogno. Grazie alla loro velocità, le navi furono chiamate dagli Alleati "Tokyo Express" e dai Giapponesi rat transportation, ovvero "trasporto per topi", in riferimento ai cacciatorpediniere; per contro, un'altra strategia era il trasporto tramite motobarche da un'isola all'altra, detta "trasporto per formiche".
I giapponesi controllarono costantemente i mari delle Isole Salomone durante la notte. Ogni nave giapponese che restava però all'interno del campo di azione della CAF (che garantiva una copertura di circa 320 km), durante le ore diurne, poteva rischiare di essere attaccata. Questa situazione durò parecchi mesi durante la campagna.
Il primo tentativo dell'esercito giapponese di riconquistare l'isola di Guadalcanal avvenne il 21 agosto 1942 con la battaglia del Tenaru e, successivamente, con la battaglia di Edson's Ridge, tra il 12 e il 14 settembre; entrambi i tentativi fallirono.

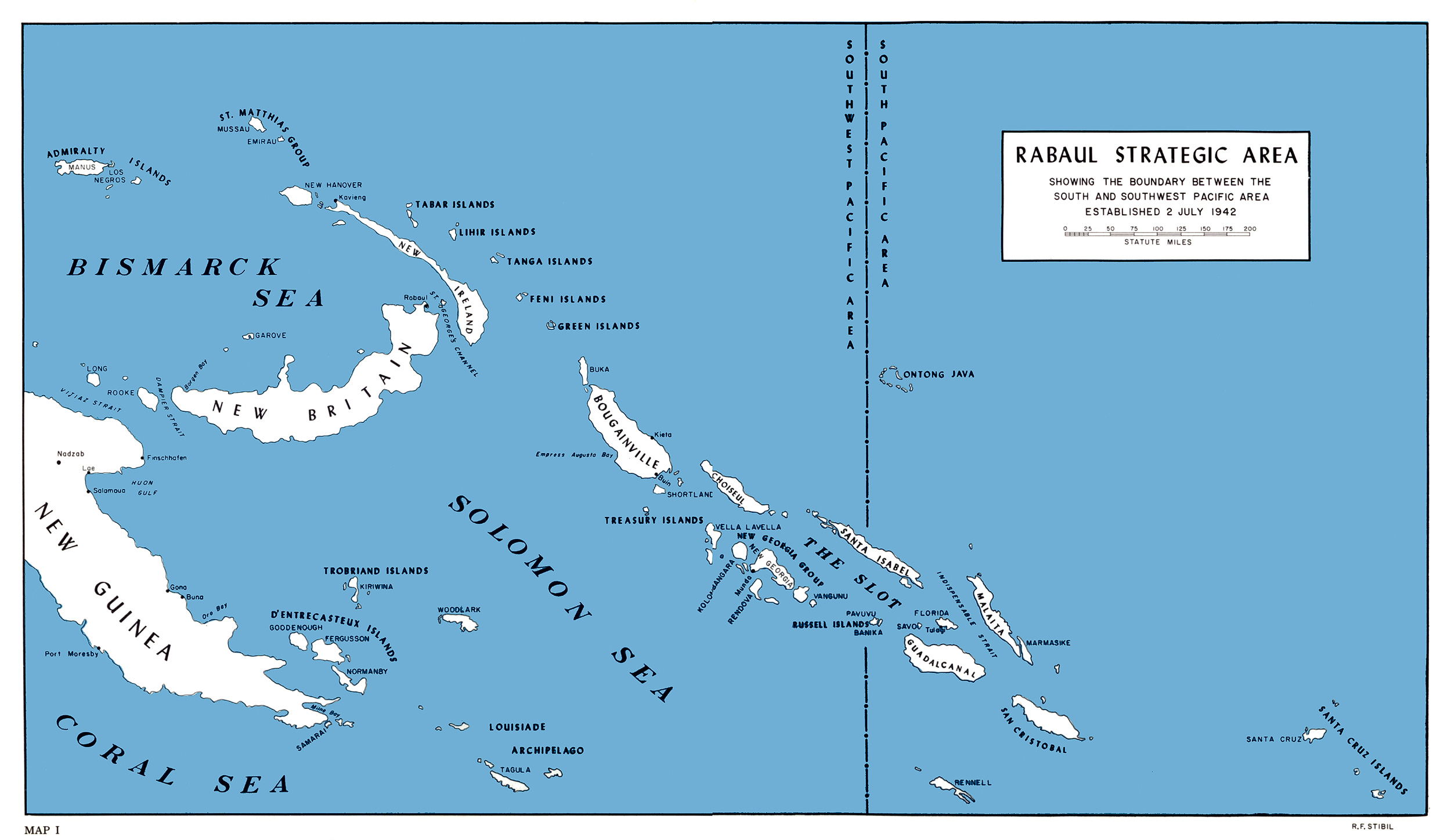
Le Isole Salomone: in alto a sinistra è visibile la base giapponese di Rabaul; in basso a destra è visibile l'isola di Guadalcanal (che si trova a sud est dello Slot, la rotta del Tokyo Express.)

I giapponesi prepararono quindi un nuovo, importante piano per riconquistare l'isola il 20 ottobre: la maggior parte della seconda e dell'8ª divisione di fanteria, forte di 17 500 soldati, partirono dalle Indie orientali olandesi verso Rabaul. Giunti alla base, i soldati si prepararono a salire sulle navi che li avrebbero portati sull'isola di Guadalcanal. Tra il 14 settembre e il 9 ottobre, numerose missioni del Tokyo Express, portarono delle truppe della 2ª divisione di fanteria e il generale Hyakutake sull'isola. Inoltre, si aggiunse al Tokyo Express, che comprendeva già incrociatori e cacciatorpediniere, anche la nave appoggio idrovolanti Nisshin, la quale trasportava verso l'isola l'equipaggiamento pesante, cioè i mezzi e l'artiglieria pesante, che le altre navi non avevano potuto trasportare per mancanza di spazio. La flotta giapponese assicurò la sua collaborazione nell'offensiva pianificata dell'esercito trasportando le truppe necessarie, l'equipaggiamento e i rifornimenti e migliorando gli attacchi aerei sull'Henderson Field e mandando delle navi da guerra per bombardare l'aeroporto.
Nel frattempo, il maggior generale Millard Harmon, comandante dell'esercito statunitense nel Pacifico del sud, convinse il viceammiraglio Robert Ghormley, comandante generale delle forze Alleate della zona, a mandare immediatamente rinforzi per i marines a Guadalcanal in modo da difendere l'isola dall'offensiva giapponese. Quindi, l'8 ottobre, 2837 uomini del 164º reggimento di fanteria si imbarcarono sulle navi per partire dalla Nuova Caledonia e arrivare a Guadalcanal, con l'obiettivo di raggiungerla il 13 ottobre.
Per proteggere le navi durante il viaggio, Ghormley le fece scortare dalla Task Force 64, una squadra composta da quattro incrociatori (l'USS San Francisco, l'USS Boise, l'USS Salt Lake City e l'USS Helena), e da cinque cacciatorpediniere (l'USS Farenholt, l'USS Duncan, l'USS Buchanan, l'USS McCalla e l'USS Laffey). La formazione era comandata dal viceammiraglio Norman Scott ed aveva il compito di intercettare ed attaccare le navi giapponesi nei pressi di Guadalcanal che potevano rappresentare un pericolo.

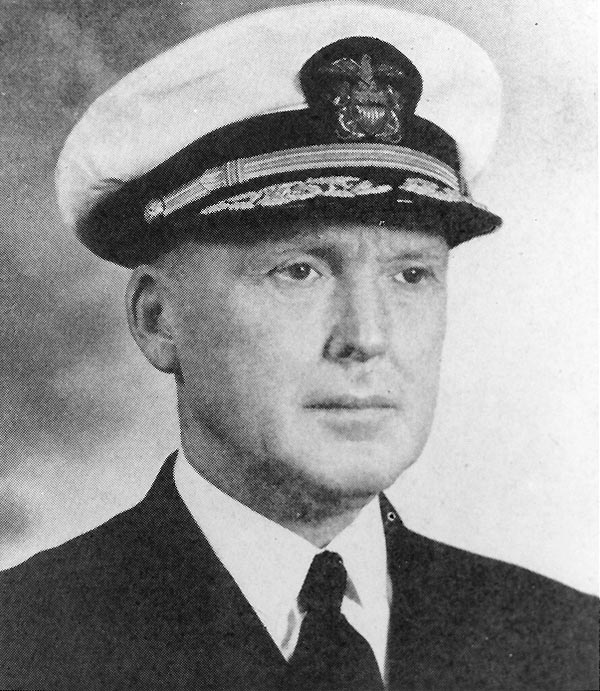
Il contrammiraglio statunitense Norman Scott

Scott fece delle esercitazioni durante la notte dell'8 ottobre, simulando una battaglia tra le sue navi, poi prese posizione nella base a sud dell'isola, vicino all'isola Rennell, il 9 ottobre, in attesa di essere informato degli spostamenti delle navi giapponesi verso le isole Salomone.
Mentre fervevano i preparativi per l'offensiva, l'equipaggio dell'8ª Flotta con sede a Rabaul, comandata dal viceammiraglio Gun'ichi Mikawa, pensò a una grande e importante missione da affidare al Tokyo Express volta a portare rifornimenti sull'isola l'11 ottobre. Sarebbero state scelte le due navi appoggio idrovolanti Nisshin e Chitose per il trasporto verso l'isola di 728 soldati, quattro grandi obici, due cannoni da campo, una batteria contraerea e un grande assortimento di munizioni e altro equipaggiamento, caricato dalle basi navali giapponesi delle isole Shortland e di Buin: sei cacciatorpediniere (Asagumo, Natsugumo, Yamagumo, Shirayuki, Murakumo, Akizuki), cinque dei quali con a bordo le truppe, avrebbero scortato la Nisshin e la Chitose e formarono con queste il "gruppo di rifornimento", sotto il comando del contrammiraglio Takatsugu Jōjima. Nel frattempo, ma in un'operazione diversa, la 6ª Divisione incrociatori (Aoba nave ammiraglia, Kinugasa, Furutaka), comandati dal contrammiraglio Aritomo Gotō, stavano per bombardare l'Henderson Field con granate dall'esplosivo speciale cercando di distruggere la CAF e le strutture dell'aeroporto. Due cacciatorpediniere di schermo, il Fubuki e lo Hatsuyuki, accompagnarono la divisione. Poiché le navi da guerra statunitensi erano già impegnate ad ostacolare la missione del Tokyo Express, i giapponesi si aspettavano la base non protetta dal mare, senza quindi dover fronteggiare il possibile tentativo di opposizione di parte statunitense.

## Battaglia

### Preludio

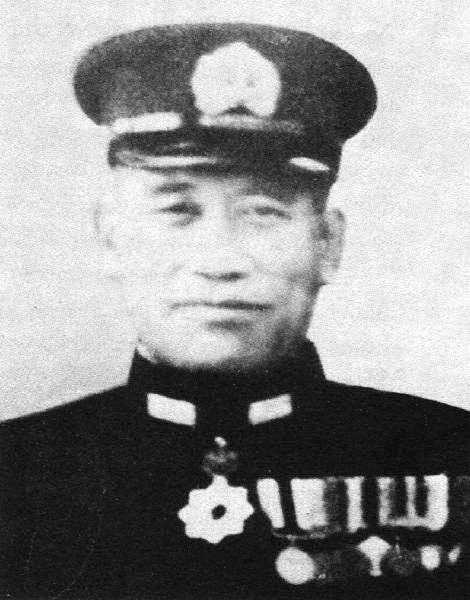
Il contrammiraglio giapponese Aritomo Gotō.

La domenica dell'11 ottobre, alle 8 del mattino, il convoglio di rifornimenti comandato da Jojima salpò dalle isole Shortland alla volta di Guadalcanal cominciando il tragitto di quattrocento km attraverso lo Slot. Gotō sarebbe partito alle 14 dello stesso giorno sempre dalle Shortland Islands diretto verso l'isola.
Per proteggere l'avvicinamento del convoglio di Jojima all'isola dagli attacchi della CAF, l'11º stormo aereo giapponese con base a Rabaul, Kavieng e Buin pianificò due attacchi aerei sull'Henderson Field l'11 ottobre. A mezzogiorno arrivarono 17 aerei Mitsubishi A6M Zero che sorvolarono l'aeroporto statunitense ma fallirono l'obiettivo non riuscendo a colpire nessun aereo. Quarantacinque minuti dopo, arrivò un altro stormo, stavolta di 45 bombardieri Type 1 Rikkō e 30 Zero. Fece quindi seguito uno scontro con la CAF dove precipitarono un aereo giapponese, un Rikkō, e due aerei statunitensi. Sebbene entrambi gli attacchi fallirono nel fare danni consistenti, essi riuscirono però a impedire agli americani di usare i pericolosi bombardieri per le ricerche e per l'attacco al convoglio di Jojima. Appena il convoglio di rifornimenti attraversò lo Slot, diversi Zero dell'11º stormo cominciarono a scortare il convoglio partendo da Buin. Enfatizzando l'importanza di questo convoglio per i piani giapponesi, all'ultimo volo del giorno venne ordinato di stazionare sul convoglio fino al tramonto, poi ammarare ed aspettare di essere raccolti dal gruppo di cacciatorpediniere di rinforzo. Tutti e sei gli Zero ammararono; solo un pilota venne recuperato.
Durante una ricognizione degli Alleati, un aereo avvistò alle 14.45 il convoglio di Jojima formato da due incrociatori e sei cacciatorpediniere a 338 km da Guadalcanal, tra le isole di Kolombangara e Choiseul, mentre attraversava lo Slot. La forza di Gotō, pur essendo sulla stessa rotta di Jojima, non venne avvistata; ricevuta la notizia Scott fece rotta verso Guadalcanal per intercettare il convoglio.
Fino a quel momento gli Alleati avevano perso ogni battaglia navale notturna con i giapponesi; tra le perdite vi furono otto incrociatori e tre cacciatorpediniere. Gli Alleati non riuscirono ad affondare neppure una nave giapponese. Sapendo che i giapponesi erano più forti nelle battaglie che avevano luogo durante la notte, Scott elaborò un semplice piano per la battaglia successiva. Degli incrociatori in colonna, in uno dei quali sarebbe dovuto salire lo stesso Scott, avrebbero navigato preceduti e scortati da una colonna di cacciatorpediniere. I cacciatorpediniere avrebbero dovuto quindi illuminare il bersaglio con dei riflettori e lanciare una salva di siluri mentre gli incrociatori avrebbero cominciato a fare fuoco senza neppure aspettare gli ordini. Intanto, un aereo, partito precedentemente dall'incrociatore, avrebbe cercato le navi da guerra giapponesi, illuminandole, una volta individuate, con razzi di segnalazione. Nonostante l'Helena e il Boise disponessero del nuovo radar SG, collaudato con grande successo, la scelta di Scott riguardo alla nave ammiraglia cadde sul San Francisco.
Alle 22, quando le navi di Scott furono piuttosto vicine a Capo Hunter, a nord-ovest di Guadalcanal, degli idrovolanti decollarono dai tre incrociatori di Scott. Uno si schiantò durante il decollo ma gli altri due riuscirono a perlustrare l'isola di Savo, Guadalcanal e lo Ironbottom Sound (letteralmente mare pavimentato di ferro dal numero delle navi affondate), il braccio di mare già teatro di furiosi combattimenti. Al decollo degli idrovolanti, Jojima era vicino alle montagne di Guadalcanal, a nord est. Entrambe le forze in campo non riuscirono però ad avvistare le forze nemiche. Alle 22.20, Jojima informò Goto via radio dell'assenza di navi statunitensi nei paraggi. Successivamente Jojima non riuscì a riferire a Goto degli idrovolanti sentiti durante le operazioni di scaricamento sulla costa Nord dell'isola.
Alle 22.33, poco dopo aver superato Capo Speranza, le navi di Scott si prepararono alla battaglia, ordinandosi in formazione secondo il piano: il Farenholt, il Duncan e il Laffey si disposero in prima fila seguiti dal San Francisco, dal Boise e dal Salt Lake City. L'Helena, il Buchanan e il McCalla si disposero invece in ultima fila: la distanza tra ogni nave era tra i 457 e i 640 metri. La visibilità, inoltre, era scarsa poiché la Luna era tramontata. Il posto quindi non era illuminato da luce naturale, il che impediva di vedere l'orizzonte.

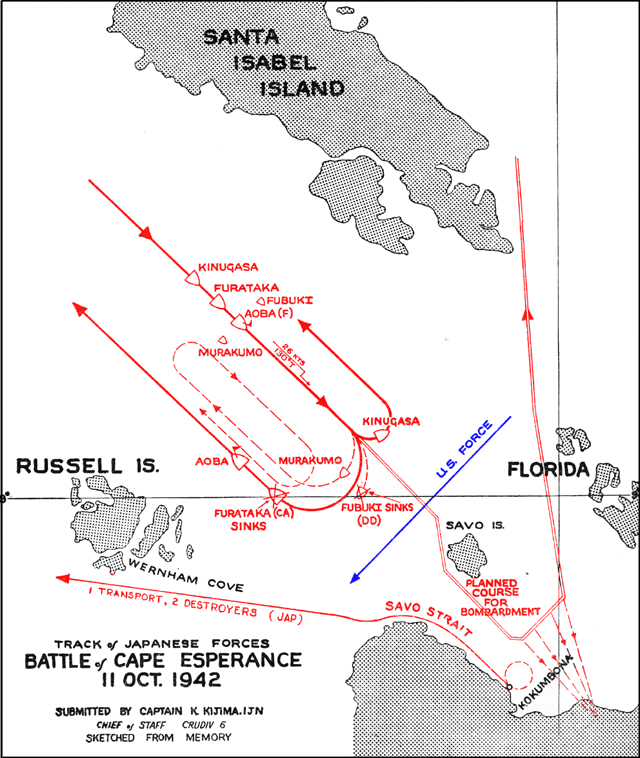
Mappa che mostra i movimenti delle forze di Gotō e Jojima durante la battaglia. La linea grigio chiaro in prossimità di Savo mostra l'approccio programmato di Gotō e la rotta di uscita pianificata per la missione di bombardamento. Il caccia Hatsuyuki viene erroneamente identificato come Murakumo.

La forza di Gotō passò attraverso alcuni temporali nel suo avvicinamento a Guadalcanal a 30 nodi (56 km/h). L'ammiraglia di Gotō Aoba guidava gli incrociatori giapponesi in colonna, seguita dal Furutaka e dal Kinugasa. Il Fubuki era a sinistra dell'Aoba e l'Hatsuyuki a destra. Alle 23:30, le navi di Gotō emersero dall'ultimo piovasco ed iniziarono ad apparire sul radar degli incrociatori Helena e Salt Lake City. I giapponesi, le cui unità non erano equipaggiate col radar, rimanevano ignare della presenza di Scott.

### L'azione
Alle 22, l'aereo partito dal San Francisco individuò la forza di Jojima nei pressi di Guadalcanal e comunicò la notizia a Scott, che intuendo la presenza di altre navi nell'area, continuò la rotta verso la costa est dell'Isola di Savo. Alle 22.33, Scott ordinò ai suoi incrociatori di dirigersi verso sud-est virando di 230 gradi. Tutti gli incrociatori cambiarono rotta, tranne il San Francisco, dov'era Scott, che continuò la rotta prestabilita. Quando i primi tre cacciatorpediniere cominciarono a cambiare rotta, il San Francisco li seguì. Il Boise, che era subito dietro, seguì il San Francisco, disorientando però i cacciatorpediniere.
Alle 23.32, il radar dell'Helena mostrò che le navi giapponesi erano a circa 25 km di distanza. Alle 23.35, anche il Boise e il Duncan individuarono Gotō. Tra le 23.42 e le 23.44, l'Helena e il Boise comunicarono a Scott la notizia, ma questi credette, sbagliando, che i suoi due incrociatori avessero scambiato i suoi tre cacciatorpediniere, che si stavano riposizionando, per le navi giapponesi. Scott contattò via radio il Farenholt per chiedere se avesse avuto difficoltà a riposizionarsi nell'assumere il controllo della colonna e il capitano Tobin, del Farenholt, rispose: "Affermativo, ci stiamo posizionando a tribordo della tua nave", confermando, quindi, il sospetto di Scott secondo cui i radar avevano individuato i suoi cacciatorpediniere e non le navi giapponesi.
Alle 23.45, il Farenholt e il Laffey, ancora ignari dell'avvicinamento di Gotō, aumentarono la loro velocità per riposizionarsi al comando della colonna di cacciatorpediniere. L'equipaggio del Duncan, pensando che il Farenholt e il Laffey stessero per attaccare le navi giapponesi, aumentò la velocità della nave per lanciarsi in un attacco solitario contro Gotō usando i siluri, senza avvisare Scott. Anche il radar del San Francisco individuò le navi giapponesi, ma Scott continuò a pensare che fossero i suoi cacciatorpediniere. Verso le 23.45, le navi di Gotō erano a soli 4 572 metri di distanza da Scott e si potevano persino vedere a occhio nudo dall'Helena e dal Salt Lake City. La formazione statunitense stava quindi per effettuare un taglio del T della flotta giapponese, molto utile a Scott. Alle 23.46, tenendo conto del fatto che Scott non si era ancora accorto del rapido avvicinamento delle navi giapponesi, l'Helena contattò via radio il San Francisco per chiedere il permesso di fare fuoco usando la procedura formale richiesta, l'Interrogatory Roger (che significa, in pratica, "Siamo pronti per cominciare?"). Scott ricevette il messaggio ma rispose con un ambiguo "Roger", senza quindi aver dato esplicita autorizzazione. Non appena l'equipaggio dello Helena sentì quel "Roger", pensando di avere ricevuto il permesso, fece fuoco, seguita immediatamente dal Boise, dal Salt Lake City e dallo stesso San Francisco, con grande stupore di Scott.
Gotō fu colto quasi del tutto alla sprovvista. Alle 23.43, le vedette dell'Aoba avvistarono la forza di Scott, ma Gotō pensò che si trattasse delle navi di Jojima. Due minuti dopo, però, le vedette riconobbero le navi come americane ma Gotō continuò ad essere scettico, dando alle sue navi l'ordine di sparare i razzi di segnalazione. Appena l'equipaggio dell'Aoba eseguì l'ordine, la prima salva sparata dagli americani raggiunse l'Aoba, danneggiandone le sovrastrutture. L'incrociatore giapponese fu colpito ripetutamente, subendo 40 colpi, sparati dall'Helena, dal Salt Lake City, dal San Francisco, dal Farenholt e dal Laffey. I colpi danneggiarono pesantemente il sistema di comunicazione dell'Aoba, distrussero due delle torri principali (armate di cannoni da 203mm) e la loro centrale di tiro. Gran parte dei proiettili di grosso calibro, di tipo "perforante super pesante" (da 60 kg per i cannoni da 152 mm e da 150 kg per i 203 mm), rotolarono sul ponte senza esplodere ma bastò il loro peso a uccidere diversi uomini; lo stesso Gotō rimase mortalmente ferito.

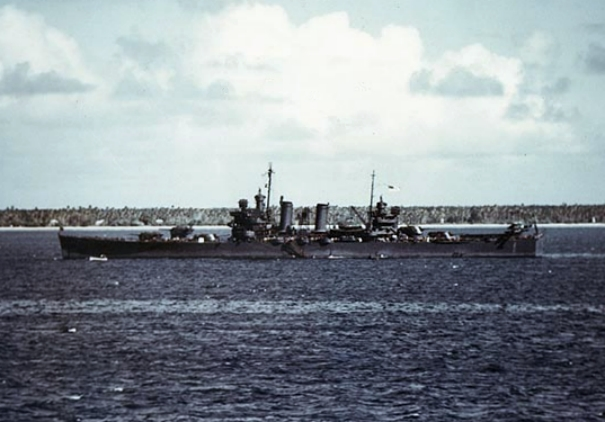
L'incrociatore Boise a Espiritu Santo, nei pressi delle Nuove Ebridi, nell'agosto 1942

Scott continuava a non capire quale fosse il bersaglio delle sue navi e, avendo paura di colpire i suoi cacciatorpediniere, ordinò di cessare il fuoco alle 23.47, ma non tutte le navi eseguirono l'ordine immediatamente. Scott ordinò quindi al Farenholt di segnalare la sua posizione con dei razzi di segnalazione. Dopo essersi accertato che non si trattava dei suoi cacciatorpediniere, Scott, alle 23.51, ordinò di ricominciare a sparare.
L'Aoba, intanto, continuava ad incassare colpi e cominciò ad allontanarsi da Scott a tribordo. Mentre si allontanava, emise una scia di fumo, che indusse Scott a pensare che stesse affondando. Le navi americane, allora, cambiarono obiettivo, cominciando a colpire il Furutaka, che era dietro l'Aoba. Alle 23.49 il Furutaka fu colpito al uno dei tubi e iniziò a prendere fuoco; quindi gli americani intensificarono l'attacco. Alle 23.58, un siluro sparato dal Buchanan colpì la sala macchine di prua del Furutaka, causando gravi danni. Nel frattempo, il San Francisco e il Boise avvistarono il Fubuki, che era lontano 1 280 metri, e lo colpirono, seguiti subito dalla maggior parte delle navi. Pesantemente danneggiato, il Fubuki cominciò ad affondare. Il Kinugasa e l'Hatsuyuki avanzarono a babordo anziché a tribordo per evitare di essere avvistati.
Nello scontro che ne seguì, il Farenholt incassò diversi colpi, non solo giapponesi, ma anche statunitensi, che provocarono diversi morti, oltre che pesanti danni. Il cacciatorpediniere riuscì a cambiare rotta passando davanti al San Francisco per raggiungere il lato opposto della colonna di Scott. Il Duncan, che era ancora impegnato nel suo attacco solitario ai giapponesi, fu colpito da entrambi i lati senza poter replicare e cominciò ad allontanarsi per abbandonare l'attacco.
Mentre le navi di Gotō stavano fuggendo, Scott ricompattò la formazione, per poi cominciare ad inseguire le navi giapponesi. Alle 00.06, il Kinugasa sparò due siluri, che mancarono di poco il loro obiettivo, il Boise. Quest'ultimo, insieme al Salt Lake City, per facilitare l'individuazione del bersaglio alle navi alleate, spararono dei razzi di segnalazione, che furono invece di grande aiuto anche per i cannonieri del Kinugasa, che individuarono le due navi. Alle 00.10, due granate esplose dal Kinugasa colpirono il deposito principale di munizioni del Boise, tra la torre "uno" e "due". L'esplosione che ne seguì uccise non meno di 100 uomini e minacciò anche le parti più lontane della nave. Lo scafo si divise in due parti; il mare, poté quindi attraversarlo, aiutando a spegnere l'incendio prima che potesse raggiungere le riservette con l'esplosivo. Il Boise iniziò ad affondare e si allontanò dalla colonna per ritirarsi. Il Kinugasa e il Salt Lake City cominciarono a bersagliarsi; ognuna arrecò parecchi danni all'altra; i colpi statunitensi causarono danni non molto gravi al Kinugasa, che arrecò invece gravi danni al Salt Lake City, soprattutto alla sala caldaie; l'incrociatore americano dovette perciò diminuire la propria velocità.
Alle 00.16 Scott ordinò alle sue navi di cambiare rotta in direzione 330 gradi per inseguire le navi giapponesi. Le navi di Scott, tuttavia, persero di vista i giapponesi e il fuoco cessò alle 00:20. La formazione americana stava cominciando a sparpagliarsi per cercare le navi. Scott ordinò quindi di virare a 205 gradi, con l'intenzione di abbandonare l'inseguimento.

### Ritirata

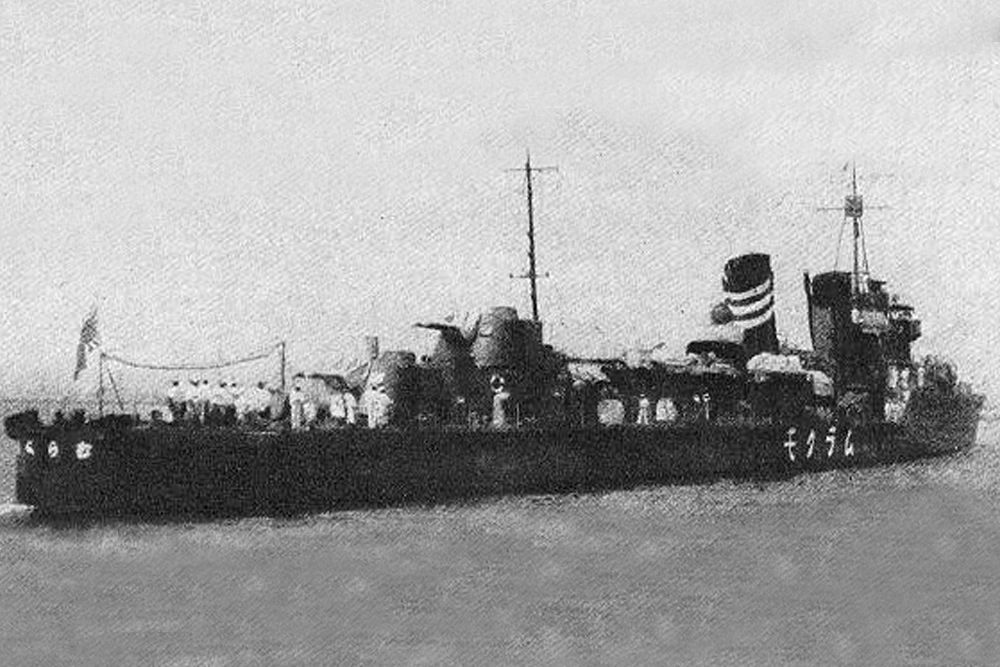
Il cacciatorpediniere Murakumo

Mentre infuriava la battaglia tra Gotō e Scott, Jojima completò le operazioni di scarico di uomini e rifornimenti a Guadalcanal e cominciò il suo ritorno senza essere avvistato da Scott, navigando a sud delle Isole Russell e della Nuova Georgia. Nonostante i gravi danni subiti, l'Aoba riuscì a raggiungere il Kinugasa durante la ritirata attraversando lo Slot diretto verso nord. Il Furutaka alle 00.50 a causa dei danni cominciò a perdere potenza, per poi affondare alle 2.28 a 35 km a nord ovest dall'Isola di Savo; il suo equipaggio riuscì però ad essere tratti in salvo sull'Hatsuyuki.

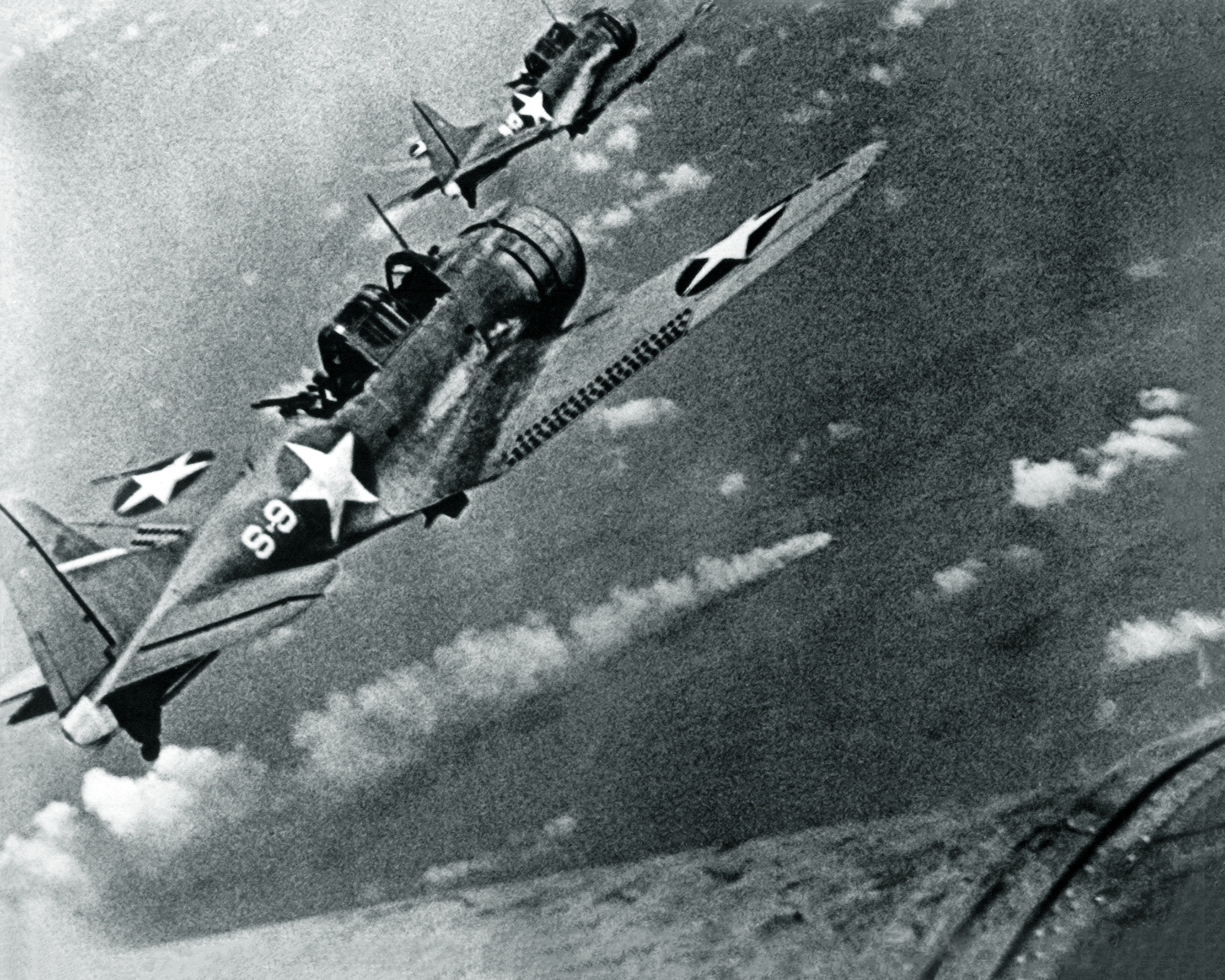
Una coppia di SBD in azione nella battaglia delle Midway: questi bombardieri rivestirono un ruolo importante nella guerra aeronavale

Alle 2.40 l'equipaggio del Boise spense completamente l'incendio e alle 3.05 ritornò nella formazione di Scott. L'equipaggio del Duncan, ancora in fiamme, alle 2.00 dovette abbandonare la nave. Ancora ignaro di ciò che avesse fatto il Duncan, Scott ordinò al McCalla di cominciare le ricerche del cacciatorpediniere facendo rotta verso Numea, dove attraccò nel pomeriggio del 13 ottobre. Il McCalla individuò l'incendio del Duncan e provò a mettere in salvo l'equipaggio della nave, che intanto cominciò ad affondare. Tuttavia verso le 12, a causa della rottura delle paratie interne della nave, le operazioni di salvataggio cessarono a causa dell'affondamento della nave a 10 km a nord dell'isola di Savo. Dei soldati americani a bordo di alcune imbarcazioni partirono da Gualdalcanal per dirigersi sul luogo dell'affondamento e insieme al McCalla salvarono diversi uomini. In totale, sopravvissero 195 marinai; 48 invece, persero la vita. Appena completato il salvataggio, gli americani raggiunsero il Fubuki ormai affondato e scorsero nell'area più di 100 uomini in mare. I giapponesi inizialmente rifiutarono l'aiuto degli americani, ma il giorno dopo dovettero desistere, accettando essi stessi di diventare prigionieri.
Jojima venne informato del fallimento di Gotō, e ordinò al Shirayuki e al Murakumo, due cacciatorpediniere, di assistere il Furutaka nella sua ritirata oppure di aiutare i suoi sopravvissuti, mentre l'Asagumo e il Natsugumo avrebbero incontrato il Kinugasa, che stava aspettando le navi di Jojima a nord per assisterle. Alle 7 del mattino cinque bombardieri in picchiata Douglas SBD Dauntless, della CAF, effettuarono un attacco al Kinugasa, senza riportare danni alla nave. Alle 8.20, oltre 11 aerei, sempre di tipo SBD, individuarono e attaccarono lo Shirayuki e il Murakumo; sebbene non riuscirono a colpire direttamente le navi, un colpo mancato causò la perdita d'olio del Murakumo, che permise agli altri aerei della CAF di seguirne la scia. Poco tempo dopo più di 7 aerei SBD e 6 TBF Avenger, accompagnati da 14 Wildcat, rintracciarono i due cacciatorpediniere giapponesi, a circa 270 km da Guadalcanal. Nell'attacco che ne seguì, Il Murakumo venne colpito da un siluro nell'apparato motore, causando la mancanza di potenza; nel frattempo, l'Aoba e l'Hatsuyuki riuscirono a raggiungere, alle 10, la base giapponese delle Isole Shortland.
L'Asagumo e il Natsugumo, mentre stavano navigando per raggiungere il Murakumo, furono attaccati da uno stormo di 11 SBD e TFB della CAF, scortati da 12 caccia, alle 15.45. Un SBD riuscì a colpire quasi direttamente le chiglia del Natsugumo e due colpi mancati, più vicini, provocarono parecchi danni alla nave. Il Natsugumo affondò alle 16.27, dopo che ne furono tratti in salvo i sopravvissuti dall'Asagumo. Il Murakumo, che intanto era fermo per aspettare l'Asagumo e il Natsugumo, incassò parecchi colpi dagli aerei della CAF, senza poter replicare. L'equipaggio abbandonò la nave per imbarcarsi sullo Shirayuki; quest'ultimo affondò con un siluro la nave; poi si unì al resto della formazione, che fece rotta verso le Isole Shortland.

## Conseguenze e importanza della battaglia
Il capitano Kikunori Kijima, che dopo la morte di Gotō era diventato capo del suo equipaggio e comandante delle sue navi, disse che la sua forza aveva affondato, nella ritirata, due incrociatori e un cacciatorpediniere. Il capitano del Furutaka, dopo essere stato tratto in salvo dall'affondamento della nave, spiegò che la perdita del suo incrociatore fu dovuta alla cattiva ricognizione effettuata in precedenza e al ruolo, non proprio da protagonista, dell'VIII Flotta, comandata da Mikawa. Sebbene la missione di Gotō fallì, il convoglio di Jojima riuscì a portare sull'isola gli uomini e l'equipaggiamento necessari. L'Aoba fece rotta verso Kure, in Giappone, per essere riparato; i lavori terminarono il 15 febbraio 1943. Il Kinugasa venne affondato un mese dopo nella battaglia navale di Guadalcanal.

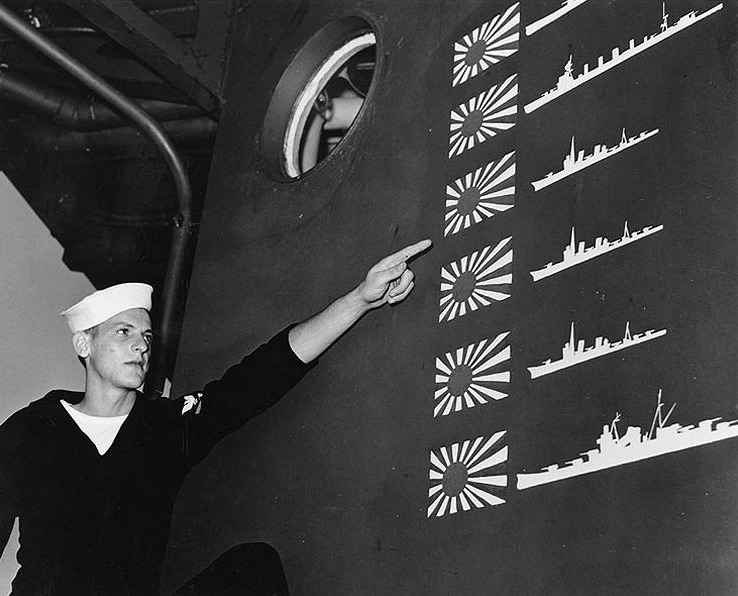
Un marinaio statunitense indica un tabellone sul Boise dopo il ritorno della nave negli Stati Uniti per le riparazioni, nel novembre 1942. Sul tabellone sono riportate le perdite giapponesi, che secondo il Boise ammontavano a tre incrociatori e tre cacciatorpediniere, dati esagerati rispetto alle reali perdite giapponesi.

Scott affermò che la sua forza aveva affondato tre incrociatori e quattro cacciatorpediniere. La notizia della vittoria fu largamente pubblicizzata dai media americani. Il Boise, che subì diversi danni, tanto da richiedere un viaggio verso il Philadelphia Naval Shipyard per essere riparata, fu soprannominata "one-ship fleet" (letteralmente "la flotta da una nave") dalla stampa per le sue imprese durante la battaglia. In realtà, si preferì nominare solo il Boise perché divulgare i nomi delle altre navi sarebbe stato piuttosto pericoloso per ragioni di sicurezza. Le riparazioni cominciarono il 20 marzo 1943.
Nonostante la vittoria tattica statunitense, la battaglia assunse poca importanza dal punto di vista strategico sulla situazione di Guadalcanal. Solo due giorni dopo, nella notte del 13 ottobre, le navi giapponesi Kongo e Haruna bombardarono e quasi distrussero Henderson Field. Il giorno dopo l'attacco giapponese, un grande convoglio nipponico riuscì a portare sull'isola 4 500 soldati e altro equipaggiamento. Questi ultimi aiutarono i giapponesi a completare gli ultimi preparativi per la grande offensiva via terra, poi avvenuta nelle prime ore del 23 ottobre. Il 13 ottobre i soldati americani raggiunsero Guadalcanal con un convoglio, proprio come pianificato in precedenza, e assunsero un ruolo fondamentale durante la battaglia di Henderson Field, che si svolse tra il 23 ottobre e il 26 ottobre.
La vittoria di Capo Speranza aiutò gli americani a tracciare un profilo delle abilità e delle tattiche giapponesi nei combattimenti navali notturni. Gli Stati Uniti erano, però, ancora ignari del tipo e della potenza dei siluri usati dai giapponesi, i Type 93 da 610 mm (propulsi a ossigeno e capaci, alla velocità di 50 nodi, di colpire un bersaglio entro i 10 chilometri), non riconobbero la loro predisposizione a vedere meglio durante la notte; inoltre non sapevano che i comandanti avversari di cacciatorpediniere e incrociatori erano più abili. Avendo vinto la battaglia, gli americani pensarono, sbagliando, che la vittoria fosse dovuta anche ai cannoni delle loro navi, più efficaci dei siluri giapponesi; i comandanti americani provarono insistentemente a dimostrarlo durante i combattimenti navali notturni nei pressi delle Isole Salomone. Ma alla prova dei fatti, solo due mesi dopo la battaglia di Tassafaronga, questa opinione si dimostrò totalmente sbagliata: i siluri giapponesi inflissero alla marina americana la sconfitta più pesante di tutta la sua storia. Si potrebbe affermare, quindi, che Scott abbia avuto fortuna nella battaglia di Capo Speranza perché, dopotutto, aveva individuato per puro caso le navi di Gotō. Un giovane ufficiale dell'Helena scrisse, tempo dopo:

### Altre letture
- (EN) Roy Boehm, Blood In The Water, in Newsweek, 1999. URL consultato il 17 agosto 2011 (archiviato dall'url originale il 17 ottobre 2012).
- (EN) C. W. Kilpatrick, Naval Night Battles of the Solomons, Exposition Press, 1987, ISBN 0-682-40333-4.
- (EN) Eric Lacroix, Japanese Cruisers of the Pacific War, Naval Institute Press, 1997, ISBN 0-87021-311-3.
- (EN) Vincent A. Langelo, With All Our Might: The WWII History of the USS Boise (Cl-47), Eakin Pr, 2000, ISBN 0-316-58305-7.
- (EN) John B. Lundstrom, First Team And the Guadalcanal Campaign: Naval Fighter Combat from August to November 1942, Naval Institute Press, 2005 (Nuova edizione), ISBN 1-59114-472-8.
- (EN) Thomas G. Miller, Cactus Air Force, Admiral Nimitz Foundation, 1969, ISBN 0-934841-17-9.
- (EN) Robert Sinclair Parkin, Blood on the Sea: American Destroyers Lost in World War II, Da Capo Press, 1995, ISBN 0-306-81069-7.
- (EN) Henry Varnum Poor, Henry A. Mustin & Colin G. Jameson, The Battles of Cape Esperance, 11 October 1942 and Santa Cruz Islands, 26 October 1942 (Combat Narratives. Solomon Islands Campaign, 4-5), Naval Historical Center, 1994, ISBN 0-945274-21-1.